# 공권
공권(公權)은 공법상 인정되는 권리를 말한다. 즉, 공권이란 공법관계에 있어서 권리주체가 직접 자기를 위하여 일정한 이익을 주장할 수 있는 법률상의 힘으로 법의 보호를 받는 이익을 말한다. 공권은 국제법상 공권과 국내법상 공권으로 나뉘고, 국내법상 공권에는 국가적 공권과 개인적 공권이 있다. 국가적 공권은 국가 등 행정주체가 공권력을 부여받아 상대방인 개인·단체에 대하여 가지는 공권이다. 이에 비해 개인적 공권은 개인 또는 단체가 행정주체에 대해 가지는 공법상의 권리를 말한다. 행정청의 재량영역일지라도 법률상 이익내지 주관적 공권이 도출될 수 없는 것은 아니다.

## 개인적 공권
개인적 공권이란 개인이 자신의 이익을 추구하기 위하여 행정주체에게 특정한 작위, 부작위, 수인, 급부 등을 요구할 수 있는 공법상의 힘을 말한다. 개인적 공권이 성립하기 위해서는 (1) 강행법규가 존재 : 최근에는 기속규정 뿐만 아니라 재량규정도 강행법규로 인정되어야 하고 (2) 강행법규의 사익보호성 : 공익뿐만 아니라 개인의 이익도 보호하고 있어야 한다.

### 무하자 재량행사청구권
하자 없는 재량권 행사를 요구하는 것을 내용으로 하는 주관적 공권이다.

### 특정처분발급청구권
자기를 위하여 자기에게 행정권을 발동할 것을 요구하는 것을 내용으로 하는 주관적 공권이다.

### 행정개입청구권
자기를 위하여 타인에게 행정권을 발동할 것을 요구하는 것을 내용으로 하는 공권으로 재량법규의 경우는 재량의 0으로 수축이 인정되어야 하며 생명, 신체 등 중대한 개인적 법 익에 대한 위해성이 인정되어야 한다.

### 행정계획변경청구권
판례는 일반적으로 행정계획변경 청구권을 인정하지 않으며 예외적으로 인정된다.

### 예
- 헌법상 변호인접견권
- 헌법상 정보공개청구권
- 구 수산업법 제40조 소정의 관행어업권

## 판례
- 서울특별시의 “철거민에 대한 시영아파트 특별분양개선지침”은 서울특별시 내부에 있어서의 행정지침에 불과하고 지침 소정의 사람에게 공법상의 분양신청권이 부여되는 것이 아니라 할 것이므로 서울특별시의 시영아파트에 대한 분양불허의 의사표시는 항고소송의 대상이 되는 행정처분으로 볼 수 없다.[1]
- 고속철도의 건설이나 그 역의 명칭 결정과 같은 일은 국가의 사무임이 명백하고, 국가의 사무에 대하여는 지방자치단체의 주민들이 자치권 또는 주민권을 내세워 다툴 수 없다. 청구인들이 주장하는 지방자치단체 주민으로서의 자치권 또는 주민권은 "헌법에 의하여 직접 보장된 개인의 주관적 공권"이 아니어서, 그 침해를 이유로 헌법소원심판을 청구할 수 없다[2]

## 같이 보기
- 공권력
- 사권